# كولوبه (تيرجرد)
كولوبه (بالفارسية: کلپه) هي قرية تقع في إيران في قسم تيرجرد الريفي. يقدر عدد سكانها بـ 122 نسمة بحسب إحصاء 2016.